# Jonathan Davis (énekes)
Jonathan Howsmon Davis (Bakersfield, Kalifornia, 1971. január 18. –) amerikai énekes, zenész, zeneszerző és dalszövegíró, a Korn nu metal együttes frontembere.

## Gyerekkora
Jonathan Bakersfielben született, Kaliforniában, Rick Davis és Holly Chavez fiaként. Van egy Alyssa nevű nővére és egy féltestvére, Mark Chavez, az Adema alapító tagja. Az édesapja billentyűs volt, játszott többek között Buck Owensnek és Frank Zappának. Az édesanyja pedig profi színész és táncosnő volt. A szülei elváltak, mikor Jonathan hároméves volt. Az édesanyja elhagyta Ricket egy színészért, így Jonathant édesapja, és nevelőanyja, Lily nevelte fel, Bakersfieldben. Jonathan és Lily között borzalmas kapcsolat alakult ki, Jonathan ezt énekli meg a Korn Kill you számában. Jonathan gyermekkora óta asztmában szenved, ötéves korában majdnem meg is fulladt, pár másodpercig klinikailag halott volt. Néha még koncerteken is meg kell állni két szám között, hogy oxigénpalackról lélegeztessék pár másodpercig. Jonathan kedvenc gyerekkori színjátéka az Andrew Lloyd Webber által írt Jesus Christ Superstar rockopera, és a kedvenc gyerekkori együttese a Duran Duran volt. 1989-ben érettségizett.

## Színészi pályafutása
Jonathan szívesen színészkedik is. Legjobb példa erre a South Park egyik része, ahol a Korn is megjelenik. De feltűnt a Kárhozottak királynőjében is, amiben a Kornon kívüli első zenei anyaga is elhallatszik. Volt egy Sin-Jin Smyth című horrorfilm is, ami még mindig nem került megrendezésre, mert nincs elég pénz hozzá.

## Magánélete
Jonathan magánélete titokzatos, sok dologra még mindig nem derült fény. A Daddy számban, ami az 1994-es Korn albumon volt található, azt énekli, hogy az édesapja szexuálisan molesztálta, azonban Jonathan több interjúban is azt mondta, hogy nem az apja volt, aki molesztálta, hanem a család barátja, egy nő, de egyelőre nem lehet tudni, ki ez a személy. Jonathan azt is elmondta, hogy amikor a családjának el akarta mesélni a történteket, azok nem vették komolyan, azt hitték bohóckodik.
Jonathan kétszer házasodott, először 1998-ban, Renee Perezzel, akit még a középiskolában ismert meg. Tőle született egy fia, Nathan Houseman Davis, de 2001-ben élváltak. 2004. október 5-én, egy évtizeddel pontosan az első Korn lemez megjelenése után elhatározta, hogy újra megházasodik, a pornószínész Devon Davist vette el. Még 2005-ben megszületett a második gyermekük, Pirate Houseman Davis, majd 2007. április 28-án Zeppelin Houseman Davis is világra jött. 2016-ban elváltak, 2018-ban Devon túladagolás következtében meghalt, szervezetéből 5 féle drog jelenlétét muatattak ki.
Jonathan 1998 óta nem drogozik és saját bevallása szerint alkoholt sem fogyaszt.
Az Untouchablest tartja a legjobb Korn albumnak, az a kedvence, a két kedvenc száma a Korntól pedig a "Hollow Life" és a "Do What They Say". A "Hollow Life" a 2002-es Untouchablesen, a "Do What They Say" pedig a 2007-es Untitleden található.
2006-ban a Download Festival alatt kiderült, hogy Jonathan Idiopathic thrombocytopenic purbura-ban szenved, azaz kevés vérlemezkéje képződik.

## Felszerelése
Jonathan elhíresült mikrofonállványát, amit a 2000-es évek elején kezdett használni, egy svájci szobrász H.R. Giger készítette, aki az Oscar-díj A nyolcadik utas: a Halál című sci-fi film földönkívülieit is tervezte. Az állványt 'The Bitch'-nek szokta Jonathan nevezni. A 'The Bitch' előtt Jonathan normál, átlagos állványt használt. Mikrofonjai mindig Shure mikrofonok, azon belül is leggyakrabb Shure Beta 87c Wirelesst használ legszívesebben, de más prototípusokon is énekelt.

## J Devil
Jonathan 2011 környékén kezdett el elektronikus zenét csinálni, és remixeket készíteni. A The Path of Totality és az ő unszolására tartalmazott elektronikus zenei részeket.
Szórakozásból kezdtem el elektronikus zenét csinálni - mondta Jonathan a Billboardnak. - Fogalmam sem volt arról, hogy mi sül ki belőle. De csodás dolog ezzel bíbelődni, megtanulni producerkedni, és megtanulni játszani az új hangszeremen - a laptopon. Tanulok, játszom a témáimat és még élvezem is! Ez egy egészen más típusú dolog, mint rockdalokat írni.

## Albumok
Korn
- Neidermeyer's Mind (1993]
- Korn (album) (1994)
- Life is Peachy (1996)
- Follow the Leader (1998)
- Issues (1999)
- Untouchables (2002)
- Take a Look in the Mirror (2003)
- Korn: Greatest Hits Vol.1
- See You on the Other Side (2005)
- Live & Rare
- MTV Unplugged: Korn
- Címtelen Korn-album (2007)
- Korn III: Remember Who You Are (2010)
- The Path of Totality (2011)